# Cwmllynfell
Cwmllynfell é uma vila, comunidade e distrito eleitoral localizado no condado e borough Neath Port Talbot, Gales. Sua população de acordo com o censo realizado em 2011 no Reino Unido, era de 1.172 pessoas.

## Características
Cwmllynfell possui um time local de rugby  - Cwmllynfell RFC. Também conta com uma escola primária, CK's Supermarket, correios, prédio de administração da vila, igreja e capelas. Nas proximidades, encontram-se as Montanhas Negras, que fornecem uma vista para a vila. A língua galesa é comumente falada nestas regiões.

## Distrito eleitoral
O ala eleitoral consiste de algumas ou todas as seguintes áreas: Blaen-nant, Bryn-melyn, Celliwarog, Cwmllynfell, Rhiw-Fawr no círculo eleitoral parlamentar de Neath. Cwmllynfell é delimitada pelos distritos eleitorais de  Quarter Bach de Carmarthenshire ao nordeste; Cwmtwrch de Powys ao leste; Ystalyfera ao sudeste; Pontardawe ao sudoeste; Gwaun-Cae-Gurwen para o oeste e Lower Brynamman para o noroeste.
Nas eleições locais realizadas em 2012 no Reino Unido, o comparecimento às urnas foi de 49,78%. Os resultados foram os seguintes:
| Candidato         | Partido     | Votos |  |
| ----------------- | ----------- | ----- |  |
| Clifford Richards | Labour      | 348   |  |
| David James       | Plaid Cymru | 110   |  |